# Jeffster!

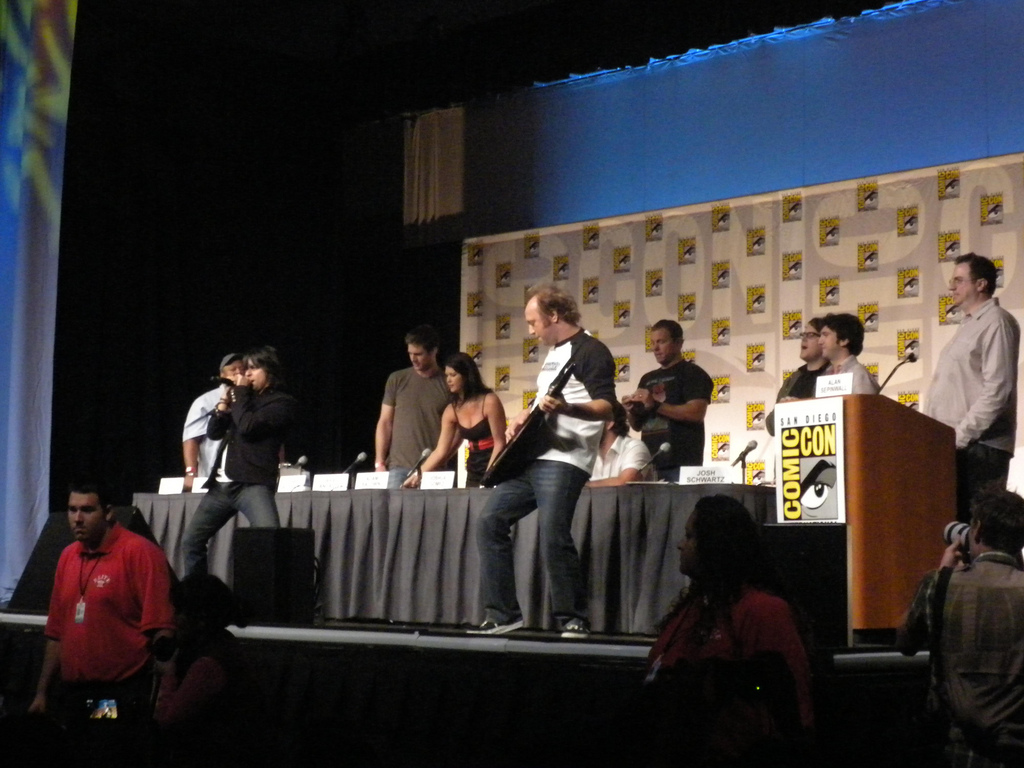
Chuck panel at the 2009 Comic-Con International, Jeffster

Jeffster! est un cover band fictif dans la série télévisée Chuck.
Ses principaux (et uniques) membres sont Jeff Barnes (Scott Krinsky) et Lester Patel (Vik Sahay), tous deux travaillant dans la division Nerd Herd du Buy More.
À la fin de la saison 3, Jeff et Lester sont en fuite, suspects numéro 1 de la destruction du Buy More.
Ils sont rapidement blanchis, mais le duo continue à vivre dans la clandestinité jusqu'à l'épisode La Semaine de la mode (Chuck vs The Suitcase, en version originale).
Dans la saison 4, Big Mike devient leur agent, tandis que dans l'épisode finale, ils se retrouvent engagés pour une carrière en Allemagne, où ils seront appréciés du public.

## Le groupe
Il regroupe Jeff Barnes, qui fournit les chœurs et la partie rythmique, et Lester Patel au chant. À l'origine, le duo fonctionnait comme un cover band se produisant dans les environs de Burbank. Dans la saison 3 de Chuck en DVD et Blu-ray 'The Jeffster Revolution' révèle que Jeffster s'est formé dans bar lors d'un Karaoké durant lequel Jeff a exhorté Lester à chanter, ce que Lester fit pour faire gagner du temps à Jeff. Ils y chantent 'Mommie, Ain't That Daddy' de Dolly Parton plusieurs fois et c'est à ce moment-là que, selon Lester, "Jeffster était né".
Dans Les Ennemis de mon meilleur ami (Chuck Versus the Best Friend) Jeff et Lester passe une audition pour le mariage de Devon et Ellie, et ont depuis réalisé de nombreuses performances dans la série. Bien que l'audition ne se soit pas bien passée, ils ont l'occasion de jouer au mariage dans Le Seigneur des alliances (Chuck Versus the Ring) lorsque Morgan leur demande de jouer pour faire diversion avant la cérémonie. Plus tard, le duo joue dans Chuck est en panne (Chuck Versus the Beard) pour soutenir la révolte menée par Big Mike lorsque des agents de l'Alliance infiltre le Buy more sous les identités de dirigeants d'entreprise d'une chaîne de magasins concurrente résolus à racheter le magasin. Le duo s'invite aussi à la soirée d'adieu de Devon et Ellie dans l'épisode Au train où vont les choses (Chuck Versus the Honeymooners), où il joue une version instrumentale, après que Jeffrey ait soufflé les amplis lors de la répétition.
Jeffster! se dissout brièvement dans Annonces classées (Chuck Versus the Living Dead). Toutefois, le duo se réconcilie rapidement et Big Mike est choisi pour en être le manager. Dans Chuck et les Femmes de sa vie (Chuck Versus the Ring: Part II), Jeff et Lester convainquent leur manager de diffuser en avant-première leur clip video (qu'ils ont mis deux week-ends à faire) au Buy More qui est sur le point d'être vendu, mais ils sont interrompus dans leur transaction. Après que le magasin ait été évacué, Chuck lance par inadvertance la vidéo qui durera toute sa confrontation avec Shaw. À la fin de l'épisode, Big Mike exprime son profond dégoût pour le groupe, en particulier la voix de Lester.
En plus des épisodes de la série, les acteurs Scott Krinsky et Vik Sahay ont fait des apparitions dans la peau de leur personnage sur la scène du San Diego Comic-Con International en 2009.

### Développement
Le concept de Jeffster apparait lorsque Sahay a mentionné aux scénaristes Lester avait une coiffure de "rock star".
Jeff et Lester ont annoncé pour la première fois qu'ils avaient un groupe dans Les Ennemis de mon meilleur ami (Chuck Versus the Best Friend), et Jeffster! a depuis une vie propre en dehors de la série, incluant du merchandising sur NBC.com et sa propre page sur Facebook.

## Discographie
| Titre                              | Apparition                                                 | Date (US)          |
| ---------------------------------- | ---------------------------------------------------------- | ------------------ |
| Africa                             | Les Ennemis de mon meilleur ami                            | 23 février 2009    |
| Mr. Roboto                         | Le Seigneur des alliances                                  | 27 avril 2009      |
| Fat Bottomed Girls                 | Performance sur scène au San Diego Comic-Con International | 23-26 juillet 2009 |
| Fortunate Son                      | Chuck est en panne                                         | 8 mars 2010        |
| Leaving on a Jet Plane             | Au train où vont les choses                                | 26 avril 2010      |
| Love Hurts                         | Annonces Classées                                          | 17 mai 2010        |
| Blaze of Glory                     | Chuck et les Femmes de sa vie                              | 24 mai 2010        |
| Blaze of Glory (Vidéo Complète)    | Vidéo sur le Chicago Tribune                               | 27 mai 2010        |
| Bad Romance                        | Performance sur scène au Comic-Con                         | 22–25 juillet 2010 |
| Is This Love                       | Le Grand Jeu                                               | 17 janvier 2011    |
| Push It                            | Mené en bateau                                             | 31 janvier 2011    |
| Send Me On My Way                  | Le Bal Masqué                                              | 21 février 2011    |
| Send Me On My Way (Version Longue) | Fichier Audio at Picosong                                  | 22 février 2011    |
| Eye of the Tiger                   | Vidéo au Comic-Con                                         | 21–24 juillet 2011 |
| Take on Me                         | Rien qu'un baiser                                          | 27 janvier 2012    |